# Malpa hnědá
Malpa hnědá (Sapajus apella) je ploskonosá opice z čeledi malpovitých (Cebidae). Podle tradiční definice se jednalo o jeden z nejrozšířenějších druhů neotropické oblasti, ale novější studie tento původní druh rozdělily na čtyři druhy v novém rodu: malpa hnědá (Sapajus apella), malpa pruhořbetá (Sapajus libidinosus), malpa černá (Sapajus nigritus) a malpa zlatobřichá (Sapajus xanthosternos). Podle tohoto pohledu se malpa hnědá vyskytuje v Amazonii a přilehlých regionech. Žije v různých lesních biotopech, nejčastěji v tropických deštných lesích, někdy obývá i otevřenější oblasti. Obývá nadmořské výšky až do 2 700 metrů.
Malpa hnědá měří 32 až 57 cm bez ocasu, ocas dosahuje délky 38 až 56 cm a hmotnost činí 1,9 až 4,8 kg. Obecně platí, že samci jsou mohutnější nežli samice. Malpa hnědá má silnější tělo než jiné druhy malp. Ocas je tlustý a na konci olysalý, opice jej může využívat coby pátou končetinu. Zbarvení je hnědavě šedé se světlejším břichem, končetiny jsou černé. Čelo porůstají dlouhé tvrdé vlasy.
Malpa hnědá se shlukuje do menších skupinek. V jedné skupině obvykle žije jeden samec, ale objevují se i smíšené skupinky s více samci, přičemž jeden z nich bývá dominantní. Malpy hnědé se živí rostlinnou i živočišnou potravou, jako je ovoce, ořechy, vejce, hmyz nebo menší druhy obratlovců. Potravu hledají ve skupinách a pokud jeden člen objeví něco jedlého, může to dát ostatním najevo vysokým písklavým zvukem. Malpy hnědé (a příbuzné druhy) patří mezi zvířata, u kterých bylo pozorováno ve volné přírodě i v zajetí používání nástrojů, jako zadržování vody pomocí nádob, lovení hmyzu pomocí větviček, využívání nasákavých předmětů k zadržování tekutin nebo rozbíjení tvrdých plodů pomocí kamenných kladiv a kovadlin. Opice byly pozorovány např. při rozbíjení ořechů palem Attalea a Astrocaryum a dokonce při využívání kamenů k uvolnění jiných kamenů, které by mohly sloužit jako vhodné nástroje. Toto chování známé jako použití nástroje druhého řádu bylo dříve známo pouze u šimpanzů.

## Chov v zoo
V Česku chovají malpy hnědé nejen zoologické zahrady sdružené v UCSZOO, ale například také ZOO Tábor a ZOO Plasy.